# 狭裂假福王草
狭裂假福王草（学名：Paraprenanthes longiloba）为菊科假福王草属的植物，是中国的特有植物。分布于中国大陆的云南等地，生长于海拔2,000米的地区，常生于山坡，目前尚未由人工引种栽培。